# Saray sarması
Saray sarması o rollos del palacio es una variedad de postre de Turquía. Es una especie de bizcochuelo enrollado relleno de crema.

## Preparación
Para preparar el bizcocho base se colocan un litro de leche y una taza de azúcar refinada en una cacerola profunda, y se les agrega una taza de harina y 3 cucharadas de cacao tamizados; se mezcla bien. Esta mezcla se cocina revolviendo continuamente a fuego lento. Es importante mezclar continuamente para asegurarse de que el fondo no se pegue y la consistencia sea suave. La mezcla se espesa y toma una consistencia de una crema; finalmente se hierve durante 2 minutos y se retira de la cocina. Se le agrega 3 cucharadas de mantequilla y un sobre de vainilla.
Esta mezcla es pasada por una batidora durante 5 minutos para garantizar una consistencia más suave. Se espolvorea 2 tazas de coco rallado en una bandeja grande para hornear. Se extiende con una espátula el preparado sobre toda la bandeja. Se deja descansar y enfriar en el refrigerador.
Para la crema relleno se bate una taza de crema con una taza de leche fría; el preparado se distribuye uniformemente sobre la base ya extendida en la bandeja, de forma que quede una capa de 1,5 cm de crema. Se lleva al refrigerador y se deja reposar durante 2-3 horas. Luego se corta en trozos rectangulares, que se enrollan y se colocan en el plato para servir. Se decora con pistacho rallado.
El rollo del palacio es un postre impresionante tanto por su forma como por su textura esponjosa, destacándose su sabor delicado.